# المتزلج الرقم الكندي
المتزلج الرقم الكندي (بالإنجليزية: Vaughn Chipeur)‏ (و. 1984  م) هو متزلج فني كندي، ولد في لويدمنستر، شارك في الألعاب الأولمبية الشتوية 2010.
.

## روابط خارجية
- المتزلج الرقم الكندي على موقع الاتحاد الدولي للتزلج (الإنجليزية)
- المتزلج الرقم الكندي على موقع أوليمبيديا (الإنجليزية)